# Magic Mike
Magic Mike è un film del 2012 diretto da Steven Soderbergh.
Il film, di produzione statunitense, è incentrato sul mondo dello spogliarello maschile e vede come interpreti principali Channing Tatum, Alex Pettyfer, Matthew McConaughey, Joe Manganiello e Matt Bomer. Il soggetto del film prende ispirazione dalla reale esperienza di Tatum, che all'età di 19 anni lavorava come spogliarellista in un locale di Tampa sotto lo pseudonimo di Chan Crawford.

## Trama
Il trentenne Mike Lane ha grandi sogni per il futuro, anche se per mantenersi svolge diversi lavoretti, dal lavaggio auto al costruttore edile, ma la vera fonte di guadagno arriva dal suo lavoro notturno come ballerino spogliarellista dello strip club Xquisite. Il club è di proprietà di Dallas, titolare indulgente che mira a espandere il suo "impero", anche mettendo a repentaglio una stretta amicizia con Mike, che è stato fin dall'inizio la stella di punta del locale. Il diciannovenne Adam è uno scansafatiche che vive a Tampa assieme alla sorella Brooke e che fatica a trovarsi un lavoro stabile, dopo aver perso la possibilità di entrare nella squadra di football per essere venuto alle mani con il suo allenatore. Adam ottiene un lavoro presso un'impresa edile per costruzione di tetti, ma viene licenziato il primo giorno dopo essere stato sorpreso a rubare delle bibite. Durante il suo unico giorno di lavoro al cantiere Adam incontra Mike, che lo prende subito in simpatia e finisce per dargli un passaggio a casa quando la sua macchina non parte.
La notte seguente Adam incontra Mike davanti all'entrata di un famoso locale notturno. Mike riesce a malincuore a farlo entrare nella discoteca, nonostante il suo aspetto trasandato, sottolineando che gli deve un favore. Ben presto Adam scopre che Mike è uno spogliarellista e che è nel locale per promuovere la sua attività. Così Mike porta con sé Adam allo strip club, dove lo presenta al gestore Dallas e agli altri ballerini, Ken, Tarzan, Tito e "Birillone" Richie. Durante la serata, il DJ del club, lo spacciatore Tobias, fornisce ai ballerini delle dosi di GHB raffinata, ma Tarzan ne prende troppa e non è in grado di eseguire il proprio numero sul palco. Le donne urlano in sala e Dallas non sa cosa fare, così chiede a Mike di dargli un'idea. Mike spinge Adam sul palco per esibirsi al posto di Tarzan: il ragazzo, inizialmente molto impacciato, riesce a terminare la sua esibizione ottenendo successo con le donne in sala. Dopo la sua brillante esibizione, Adam si convince a entrare nel team del Xquisite e Dallas gli affibbia il soprannome di "Kid".
Tramite l'amicizia con Adam, Mike ha modo di conoscere sua sorella Brooke e tra i due si instaura una sottile attrazione che cresce nei mesi successivi, nonostante Brooke abbia una relazione con un uomo di Orlando e Mike viva una relazione sessuale con Joanna, che sfocia spesso in rapporti sessuali a tre con una terza donna. Con il tempo, Adam si fa prendere dallo stile di vita eccessivo dei ballerini del Xquisite, prendendo droghe e avendo rapporti sessuali con le clienti del locale. Una sera Dallas annuncia allo staff di aver pianificato l'ampliamento dell'attività, che si trasferirà a Miami, ma Mike non sembra entusiasta della cosa e confida a Brooke di essere stanco del suo stile di vita e di voler aprire al più presto un'impresa di mobili personalizzati con i soldi risparmiati negli anni. La banca tuttavia rifiuta la sua richiesta di prestito e Mike si rende conto che deve ancora rimanere nel settore per mantenersi e realizzare il suo sogno. Durante una festa organizzata a casa di Dallas, mentre è in corso un uragano, Adam entra nel giro della droga gestito da Tobias, che gli fornisce una grande quantità di ecstasy. Adam inizia ad usare regolarmente delle pasticche e Mike si accorge del comportamento sconsiderato dell'amico, per il dispiacere di Brooke, che si era affidata a Mike per proteggerlo.
Qualche giorno dopo, Mike e Adam partecipano vestiti da poliziotti a una festa privata, dove Adam dà una pasticca a una ragazza e finisce a letto con lei, provocando una rissa con il fidanzato della ragazza. Mike e Adam sono costretti a fuggire dalla festa, abbandonando lì l'ingente dose di ecstasy. Più tardi, al Xquisite, Dallas rimprovera Mike di non essere riuscito a farsi pagare per il lavoro svolto alla festa privata, e tra i due nasce un'accesa discussione. Dopo che lo spettacolo serale al club è finito, Mike e Adam vanno in discoteca e si drogano. La mattina seguente Brooke trova il fratello svenuto a terra nel suo vomito e affronta rabbiosamente Mike, accusandolo di non riuscire a proteggere il fratello, come aveva promesso, e chiude ogni rapporto con lui. Più tardi, i fornitori di droga di Tobias irrompono a casa di Mike in cerca di Adam, che deve saldare il suo debito. Mike scopre che Adam deve a loro 10.000 dollari, così gli consegna il denaro, rinunciando alla maggior parte dei risparmi di una vita.
Durante l'ennesimo spettacolo al club, sapendo che Dallas non manterrà le sue promesse troppo preso dalla sua avidità, Mike decide che ne ha abbastanza della vita da spogliarellista e abbandona il locale dal retro. Dopo essersi reso conto che Magic Mike ha lasciato il Xquisite, Dallas decide di nominare Adam nuovo ballerino di punta del suo locale. Mike intanto si reca a casa di Brooke, dove i due hanno modo di chiarirsi; la donna gli confessa di essere a conoscenza che è stato lui a pagare il debito del fratello con i trafficanti di droga. Mike e Brooke hanno modo anche di ammettere la loro attrazione reciproca e decidono di iniziare una relazione.

## Produzione

### Sviluppo
Magic Mike è diretto da Steven Soderbergh sulla base di una sceneggiatura di Reid Carolin, che è anche uno dei produttori del film. La sceneggiatura è in parte ispirata alla reale esperienza di Channing Tatum come spogliarellista a Tampa, in Florida, quando aveva 19 anni. Il progetto, annunciato nel mese di aprile 2011, è stato co-finanziato da Soderbergh e Tatum. In un'intervista ad un giornale australiano, Tatum ha dichiarato che gli sarebbe piaciuto fare un film sulla sua esperienza come spogliarellista, dicendo: «Ho già scelto il regista. Vorrei Nicolas Winding Refn, che ha fatto il film Bronson, è abbastanza pazzo per farlo». Dopo un iniziale accordo, la collaborazione tra Winding Refn e Tatum non si è concretizzata, a causa dei fitti impegni del regista, impegnato nella lavorazione di Only God Forgives.
In quel periodo Tatum stava lavorando con Soderbergh nel film Knockout - Resa dei conti, e parlò al regista del suo progetto. Soderbergh si dimostrò subito interessato a dirigere il film, suggerendo di mostrare due diversi punti di vista, attraverso gli occhi del giovane Adam e del suo mentore Mike. Carolin ha passato del tempo revisionando la sceneggiatura, scrivendo la prima stesura in un mese. Per tutte le riprese, tranne quelle ambientate all'interno del club, Soderbergh ha utilizzato un doppio filtro speciale, che conferisce alla pellicola un tono di giallo.
I costumi sono curati da Christopher Peterson, che ha creato personalmente il look di ogni personaggio, oltre a curare i dettagli, compresi ombrelli e impermeabili per la scena di It's Raining Men. Peterson ha creato i costumi con elementi in velcro per poter permettere agli attori di strapparli facilmente. I perizoma sono stati creati appositamente da un'azienda chiamata Pistol Pete. I numeri di ballo sono stati realizzati da Alison Faulk, coreografa dei tour mondiali di Britney Spears e Madonna.

### Cast
Oltre a Tatum, il primo attore ad entrare nel cast è stato Matthew McConaughey, che ha accettato il ruolo in 10 minuti, dopo essere stato contattato telefonicamente da Soderbergh. McConaughey ricopre il ruolo di Dallas, esperto spogliarellista alla guida dello strip club Xquisite. Riguardo a McConaughey, Soderbergh ha detto: «Si è impegnato appena ha saputo dell'idea del film. Gli ho solo detto chi fosse il suo personaggio e lui ha risposto "So esattamente come farlo"». L'attore inglese Alex Pettyfer viene ingaggiato per il ruolo di Adam, introdotto nel mondo dello spogliarello dal suo mentore e amico Mike. Pettyfer ha dovuto incrementare la propria massa muscolare per interpretare il suo ruolo, passando da 72 a 89 kg. Anche Matt Bomer ha dovuto aumentare di massa muscolare, mettendo su oltre 6 kg. Il ruolo di Brooke, sorella di Adam e interesse amoroso di Mike, era stato offerto a Jessica Biel che ha rifiutato la parte, venendo infine affidata alla quasi esordiente Cody Horn.
Il cast ha visitato un vero strip club di Los Angeles per entrare in contatto con il mondo degli spogliarellisti e per ottenere informazioni sulla vita del dietro le quinte. Pettyfer e McConaughey, per interpretare i loro ruoli, si sono dovuti sottoporre a varie sedute di depilazione, per eliminare i peli superflui.

### Riprese
La lavorazione è iniziata a Playa del Rey, Los Angeles, nel settembre 2011 e si è conclusa a Tampa, in Florida, a fine ottobre. Le scene ambientate nel fittizio club Xquisite sono state filmate nel locale vuoto a Studio City, Los Angeles. Tra le altre location della Florida utilizzate per il film vi sono Fort Desoto Bridge, una spiaggia di Dunedin, nel Golfo del Messico, alcuni ristoranti di Ybor City, oltre a Tarpon Springs e Tierra Verde.

## Colonna sonora
Le musiche che accompagnano le esibizioni degli stripper sono state selezionate da Frankie Pine, che aveva già lavorato con Soderbergh per la trilogia di Ocean's Eleven e aveva ricevuto una candidatura ai Grammy per la colonna sonora di Traffic. Le musiche spaziano da noti brani musicali a brani della scena indipendente, tra cui una versione dubstep di It's Raining Men eseguita da Countré Black.
La colonna sonora Magic Mike: Original Motion Picture Soundtrack è stata pubblicata il 26 giugno 2012 su etichetta WaterTower Music. Tra le canzoni presenti nel film non incluse nelle colonna sonora vi sono #1 Nite di Cobra Starship e Got 2 Luv U di Sean Paul.

### Tracce
1. Pony - Ginuwine – 4:11
2. Breakdown - Alice Russell – 3:45
3. It's Raining Men - Countré Black – 1:57
4. Bang Bang Boom - Unknown – 1:58
5. Gimme What You Got - Black Daniel – 3:13
6. Just For Now - Cloud Control – 3:57
7. Money - Ringside – 2:54
8. Sassy Sexy Wiggle - Joe Tex – 4:02
9. Mo Cash! - Vegas Audio Ninjas – 2:08
10. Wash U Clean - Beth Thornley – 3:13
11. Victim - Win Win & Blaqstarr – 3:37
12. Ladies of Tampa - Matthew McConaughey – 1:14
13. Feels Like the First Time - Foreigner – 4:20

## Promozione
Dopo alcune foto e un'anteprima di pochi secondi, il 18 aprile 2012 è stato diffuso online il primo trailer del film attraverso iTunes. Il 18 maggio dello stesso anno la Warner Bros. ha diffuso il trailer internazionale del film. Per promuovere il film, Channing Tatum, Matthew McConaughey, Joe Manganiello e Matt Bomer hanno partecipato ad un servizio fotografico per Entertainment Weekly, pubblicato sul numero del 25 maggio. Tatum, McConaughey e Manganiello hanno partecipato agli MTV Movie Awards 2012 dove hanno presentato il premio "Miglior trasformazione su schermo" (Best On-Screen Transformation). Durante la cerimonia, Manganiello si è presentato vestito da sexy pompiere.
La campagna promozionale è stata mirata anche verso il pubblico gay, dopo il forte interesse della comunità LGBT nei confronti del film. La Warner Bros. ha arruolato l'agenzia di marketing Kartel Group per pubblicizzare il film alla comunità gay. La stessa Warner Bros. ha acquistato un carro dedicato a Magic Mike che ha sfilato durante il gay pride di West Hollywood e ad altri eventi per l'orgoglio gay di New York e San Francisco.

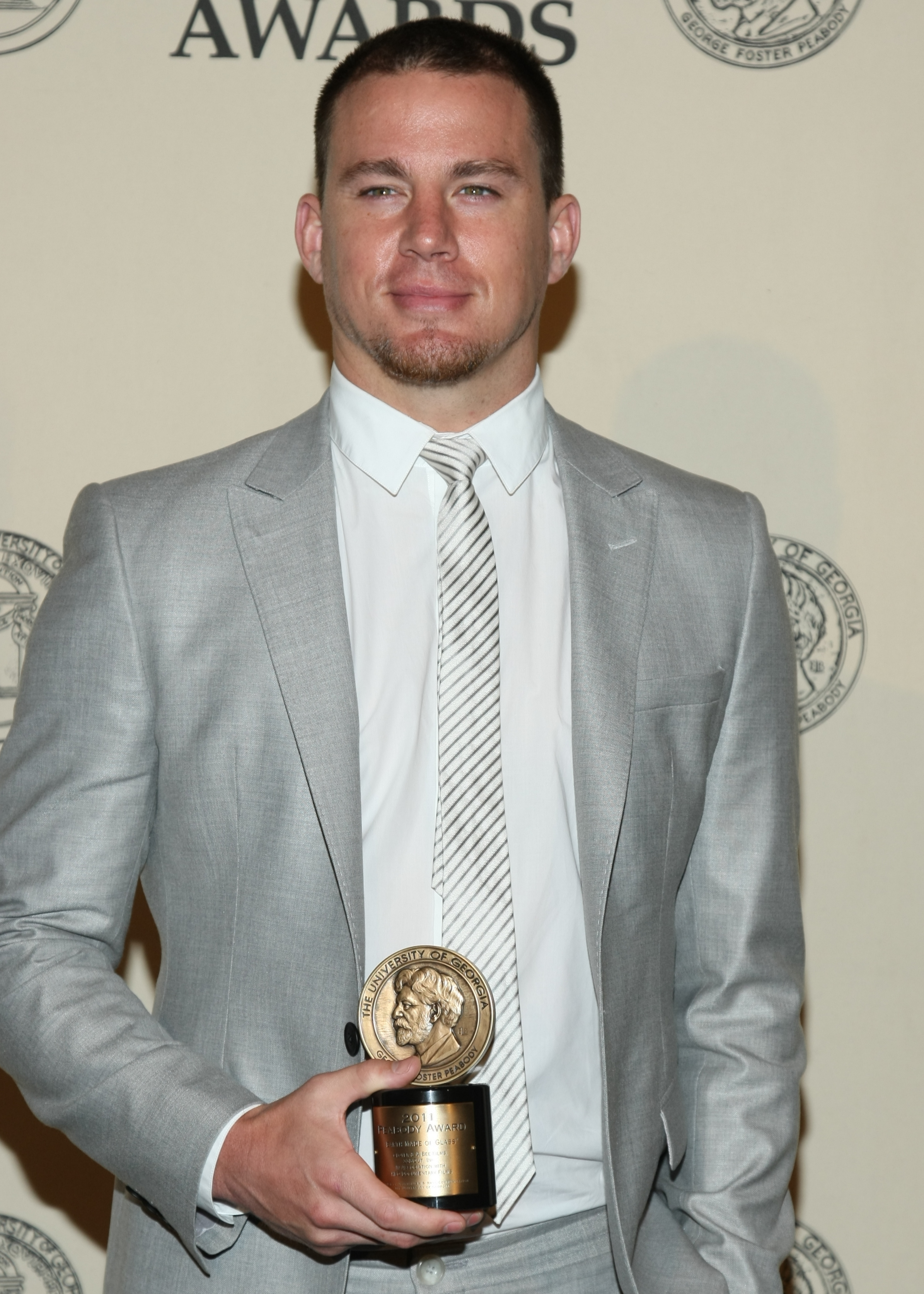
Il protagonista Channing Tatum premiato nel 2012 per Magic Mike

## Distribuzione
Il film è stato presentato in anteprima mondiale al Los Angeles Film Festival come film di chiusura il 24 giugno 2012, successivamente è stato distribuito nelle sale cinematografiche statunitensi il 29 giugno 2012, su distribuzione Warner Bros. Pictures. L'11 luglio è stato distribuito nel Regno Unito e in altri paesi europei, come Portogallo e Paesi Bassi. Nell'agosto 2012 Magic Mike è stato presentato fuori concorso al Festival del film Locarno. L'uscita italiana del film è avvenuta il 21 settembre 2012, distribuito da Lucky Red, anche in formato Digitale 4K.

## Accoglienza

### Incassi
Magic Mike si è dimostrato un eccezionale successo al botteghino nell'America del Nord, campione di incassi con 113.665.031 dollari incassati e oltre 41.000.000 dollari fuori dall'America del Nord, con un totale di 154.665.031 dollari in tutto il mondo a fronte del modesto budget iniziale di 7 milioni di dollari. Nel primo giorno di programmazione ha guadagnato circa 19 milioni di dollari. È stato il primo film con censura di tipo R-Rated (sotto i 17 anni è necessario essere accompagnati dai genitori o da un adulto) a guadagnare oltre 20 milioni di dollari nel primo fine settimana di programmazione.
Nel primo fine settimana di programmazione, Magic Mike ha attirato un pubblico pari al 73% di donne, tra cui il 43% delle donne di età superiore ai 35 anni. Dan Fellman, presidente della distribuzione domestica della Warner Bros. Pictures, ha dichiarato che questo fenomeno potrebbe essere paragonato a quanto successo con Sex and the City, che aveva attirato ampi gruppi di donne.
In Italia il film, uscito in 330 sale, balza subito al primo posto dei film più visti, guadagnando 331.000 euro nel primo giorno di programmazione. Nel primo fine settimana di programmazione incassa 1.300.000 euro, con una media di oltre 3.700 euro per sala, confermandosi al primo posto tra i film più visti.

### Critica
Sul sito web Rotten Tomatoes, il film riceve il 78% delle recensioni professionali positive, con un voto di 7/10, basato su 218 recensioni. Invece su Metacritic, il film ottiene un punteggio medio di 72 su 100, basato su 38 critiche, indicando "recensioni generalmente favorevoli".
Il grande critico cinematografico Roger Ebert sul Chicago Sun-Times assegnato al film tre stelle su quattro e ha recensito così: "Vendere a chiunque il diritto di toccarti la zona genitale per un paio di dollari non è un buon modo per costruire l'autostima. Magic Mike di Steven Soderbergh sostiene questa tesi con un gran bel mix di commedia, romanticismo, melodramma e alcune sequenze di spogliarello messe in scena straordinariamente bene, con giovani belli e muscolosi".
Alcuni critici hanno apprezzato talmente il film, da fare appello ai Premi Oscar 2012 per far vincere o perlomeno candidare all'Oscar al miglior attore non protagonista a Matthew McConaughey per il ruolo di Dallas. La proposta tuttavia è stata boccata dall'Academy, che ha definito un "insulto" agli altri candidati far gareggiare un attore per aver interpretato uno spogliarellista.

## Sequel
Dopo il successo commerciale del film, l'attore e produttore del film Channing Tatum, attraverso Twitter, ha confermato di essere al lavoro su un sequel. Tatum ha dichiarato: «Sì, sì e sì! Stiamo lavorando al soggetto in queste ore. Vogliamo ribaltare il copione e renderlo ancora più grande».
Nel settembre 2014 sono iniziate ufficialmente le riprese di Magic Mike XXL, diretto da Gregory Jacobs e scritto da Channing Tatum. Nel cast sono confermati Channing Tatum, Matt Bomer, Joe Manganiello, Kevin Nash, Adam Rodriguez e Gabriel Iglesias, a cui si aggiungono Elizabeth Banks, Donald Glover, Amber Heard, Andie MacDowell e Michael Strahan. La distribuzione statunitense del film è avvenuta il 1º luglio 2015.
Il 10 febbraio 2023 è uscito il terzo capitolo della saga, intitolato Magic Mike - The Last Dance (Magic Mike's Last Dance), diretto da Steven Soderbergh, già regista del primo film.

## Riconoscimenti
- 2012 - New York Film Critics Circle Awards
  - Miglior attore non protagonista a Matthew McConaughey
- 2013 - National Society of Film Critics Awards
  - Miglior attore non protagonista a Matthew McConaughey
- 2013 - Independent Spirit Award
  - Miglior attore non protagonista a Matthew McConaughey